# 러들랜 법

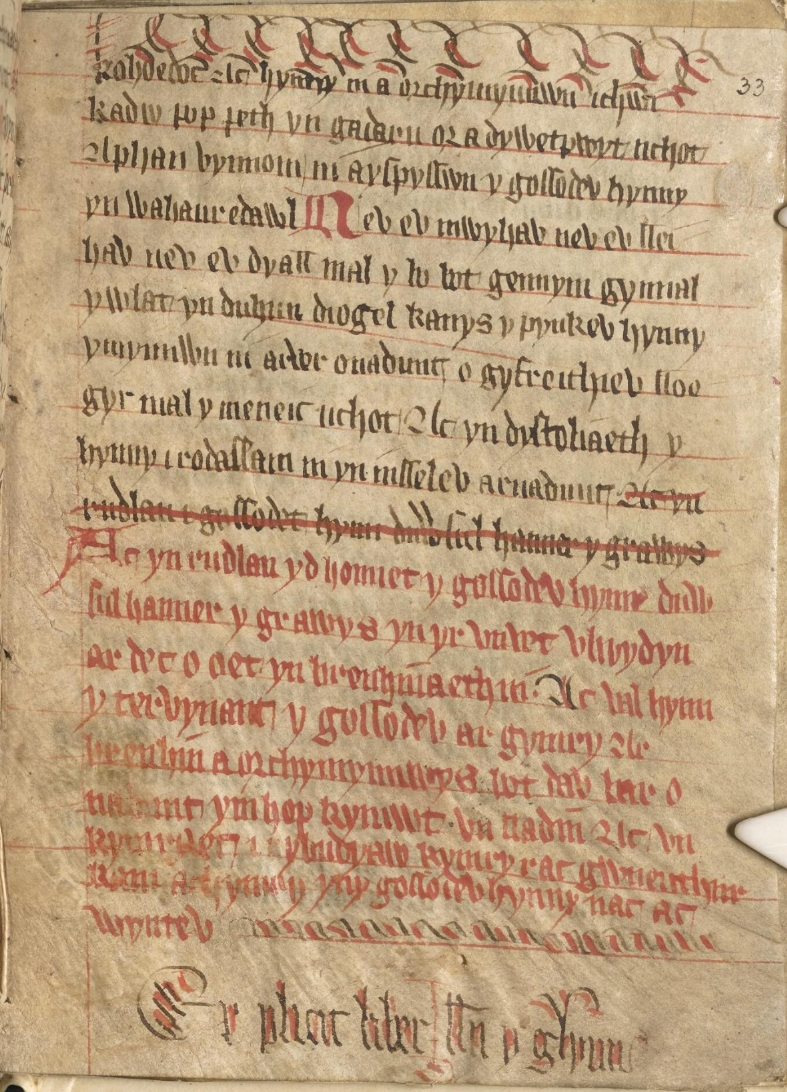

런들랜 법(영어: Statute of Rhuddlan, 웨일스어: Statud Rhuddlan, 라틴어: Statuta Wallie)은 잉글랜드 국왕 에드워드 1세가 웨일스를 정복한 후인 1284년 3월 3일에 만들어진 법이다.
러들랜 법은 북웨일스에 있는 러들랜 성에서 포고령이 내려졌다.1282년 웨일스는 잉글랜드로 합병되었고 에드워드 1세는 새로운 지배자로 군림하였다. 그는 웨일스의 민심을 진정하는데 힘썼다.
이 법으로 인해 웨일스는 카나번, 앵글시, 메리오네스로 분할되었다. 러들랜 법은 왕권강화에 크게 기여했으며 세금과 공납과 같은 국가의 조세징수체계 성립에 도움을 주었다. 또한 새롭게 임명된 주지사를 돕기 위한 사법 제도도 개편되었고 그에 따른 새로운 보직도 생겨났다. 이 법은 1536년 헨리 8세가 웨일스 법을 제정함에 따라 무효화되었다.